# Ejnar Dyggve
Ejnar Dyggve est un architecte et archéologue danois né le 17 octobre 1887 à Libau et mort à Copenhague le 6 août 1961. Il est surtout connu pour ses travaux à Salone, Calydon, Lindos et Thessalonique.

## Biographie
Après des études à Helsingfors et Copenhague de 1904 à 1909, il suit les cours de l'Académie des Arts de 1909 à 1920 où il est l'élève de l'architecte Martin Nyrop. À partir de 1910, il fait partie des dirigeants du groupe de réflexion Kanonarkitekterne sur la méthodologie de l'architecture. Dans les années 1910, il réalise une série de plans de maisons de campagnes d'Helsinge qui traduisent son souci d'une architecture interférant le moins possible avec le paysage. En 1925-1926, il réalise un plan de protection de la nature pour le développement urbain de la municipalité de Gand.
À compter de 1928, il consacre l'essentiel de ses efforts à l'archéologie et à l'architecture historique, principalement dans la péninsule balkanique. Il rejoint la mission du Musée national danois dirigée par J. Brøndsted et financée par la fondation Rask-Ørsted pour l'exploration de Salone dès 1922-1923. En 1928, il fouille l'amphithéâtre de Salone, puis de 1929 à 1932, devient responsable du musée archéologique de Split, tout en poursuivant des fouilles sur de nombreux sites yougoslaves.
Il rejoint ensuite de 1932 à 1938 l'équipe fouillant la cité étolienne de Calydon, dont il publie le sanctuaire du héros local, Léon.
Juste avant la Seconde Guerre mondiale, il effectue des fouilles à Thessalonique dans le secteur important du palais de Galère, qu'il n'aura pas le temps d'achever ni de publier.
En 1948, il commence des fouilles à Cividale en Italie, dans le «tempietto» lombard du VIIIe siècle, assisté par Hjalmar Torp.
En 1952, il participe à la mission danoise fouillant l'acropole de Lindos à l'île de Rhodes, avec une étude architecturale du sanctuaire d'Athéna. Il tente de montrer que le culte en a été christianisé dans l'Antiquité tardive, avec la construction d'une église dédiée à la Vierge.